# 알포인트
《알포인트》(R-Point)는 2004년 개봉한 대한민국의 영화 작품이다. 베트남 전쟁을 소재로 한 공포 영화이다. 2004년 개봉 당시 웹사이트에 가상의 베트남 종군기자가 남긴 취재수첩과 기록 필름을 실어 사람들의 호기심을 자극하는 '블레어 윗치 마케팅' 전략을 사용했다. 캄보디아의 보르코산 저택에서 촬영하였다.

## 시놉시스
영화 속의 무대인 로미오 포인트(영어: Romeo point)는 사이공 남부 150km에 위치한 보코 힐 스테이션이다. 베트남 전쟁 당시 프랑스군 병사 650명과 한국 맹호부대 병사 8명, 그리고 그 8명을 구하러 갔던 국군 9명이 실종된 지역으로 설정되어 있으며, 이곳에서 실종된 군인들을 찾으러 갔다가 사건을 겪게 되는 대한민국 국군 부대의 이야기이다.

## 캐스팅
- 감우성 : 최태인 중위 역
- 손병호 : 진창록 중사 역
- 이선균 : 박재영 하사 역
- 박원상 : 마원균 병장 역
- 오태경 : 장영수 병장 역
- 손진호 : 오규태 병장 역
- 문영동 : 변문섭 상병 역
- 정경호 : 이재필 상병 역
- 김병철 : 조병훈 상병 역
- 기주봉 : CID대장 한중현 중령 역
- 안내상 : 강 대위 역
- 이동운 : 정 일병 / 102 후송병원 군의관 역
- 송갑석 : 정숙아 병사 역
- 오현수 : 김 일병 역
- 이은혜 : 소녀 역
- 송승용 : 환자 역
- 한종훈 : 후임무전병 역
- 윌슨 : 베크 역
- 데이비드 조셉 안셀모 : 제임스 역
- 올리비에 : 미군병사 역
- 스테판 : 미군병사 역
- 프랑스와 : 미군병사 역
- 장해별 : 베트남소녀 역
- 알렉스 : 창녀 역
- 조연호 : 수사관 역
- 김완식 : 호송관 역
- 신진우 : 운전병 역
- 이수성 : 호송헌병 1 역
- 조현수 : 호송헌병 2 역
- 신재식 : 헌병장교 역
- 박노수 : 대기실 헌병 1 역
- 박래정 : 대기실 헌병 2 역
- 권호일 : 병실병사들 역
- 배기형 : 병실병사들 역
- 양희선 : 병실병사들 역
- 이동규 : 병실병사들 역
- 정용훈 : 병실병사들 역
- 황성진 : 병실병사들 역
- 신우진 : CID대장 당번병 역
- 이호용 : 성병군인 역
- 곽성훈 : 성병군인 역
- 최차남 : 간호장교 역

## 같이 보기
- 한국의 공포 영화

## 참고 문헌
- 변성찬 (2004년 9월 15일). “그들은 영영 돌아오지 못한다, <알포인트>”. 씨네21. 2016년 3월 4일에 원본 문서에서 보존된 문서. 2008년 1월 15일에 확인함.
- 김소영 (2004년 9월 1일). “남자들의 한이 출몰한다, <알포인트>”. 씨네21. 2016년 3월 4일에 원본 문서에서 보존된 문서. 2008년 1월 15일에 확인함.